# هانس يواخيم موزر
هانس يواخيم موزر (بالألمانية: Hans Joachim Moser)‏ هو عالم موسيقى ألماني، ولد في 25 مايو 1889 في برلين في ألمانيا، وتوفي بنفس المكان في 14 أغسطس 1967.

## وصلات خارجية
- هانس موسر على موقع مونزينجر (الألمانية)